# Pteronemobius
A Pteronemobius a Trigonidiidae rendszertani család egyik neme. Az ide tartozó tücsökfajok az Antarktisz kivételével minden kontinensen előfordulnak.

## Fajok
A genusba 97 faj tartozik. Magyarországon a mocsári tücsök képviseli.
1. Pteronemobius nundra Otte & Alexander, 1983 fajcsoport
2. Pteronemobius ornaticeps Chopard, 1925 fajcsoport
3. Pteronemobius regulus (Saussure, 1877) fajcsoport
4. Pteronemobius truncatus (Saussure, 1877) fajcsoport
5. Pteronemobius warrakarra  Otte & Alexander, 1983fajcsoport
6. Pteronemobius abruptus Uvarov, 1924
7. Pteronemobius aethiops (Saussure, 1877)
8. Pteronemobius albolineatus Chopard, 1954
9. Pteronemobius amplipennis Chopard, 1938
10. †Pteronemobius anglicus Zeuner, 1937
11. Pteronemobius annulicornis Chopard, 1929
12. Pteronemobius aquaticus (Bruner, 1916)
13. Pteronemobius ara Otte & Perez-Gelabert, 2009
14. Pteronemobius bagua Otte & Perez-Gelabert, 2009
15. Pteronemobius belteros Otte & Perez-Gelabert, 2009
16. Pteronemobius birmanus (Chopard, 1917)
17. Pteronemobius biroi Chopard, 1927
18. Pteronemobius camerunensis (Sjöstedt, 1900)
19. Pteronemobius cantor Otte & Perez-Gelabert, 2009
20. Pteronemobius caryochron Otte & Perez-Gelabert, 2009
21. Pteronemobius caudatus (Shiraki, 1911)
22. Pteronemobius chapadensis (Bruner, 1916)
23. Pteronemobius chopardi (Bolívar, 1922)
24. Pteronemobius choui He & Ma, 2021
25. Pteronemobius crassus Chopard, 1954
26. Pteronemobius cristobalensis Otte & Peck, 1998
27. Pteronemobius dentatus (Saussure, 1877)
28. Pteronemobius dispar Chopard, 1927
29. Pteronemobius dumosus (Karsch, 1893)
30. Pteronemobius eneplos Otte, 2006
31. Pteronemobius gifuensis (Shiraki, 1911)
32. Pteronemobius gorochovi Storozhenko, 2004
33. Pteronemobius hafferli (Werner, 1905)
34. Pteronemobius heydenii (Fischer, 1853) - mocsári tücsök (típusfaj)
35. Pteronemobius hirsitulus (Walker, 1869)
36. Pteronemobius indicus (Walker, 1869)
37. Pteronemobius jacobsoni Chopard, 1927
38. Pteronemobius kangdingensis Liu & Shi, 2014
39. Pteronemobius kinabaluensis Ingrisch, 1987
40. Pteronemobius kinurae (Shiraki, 1911)
41. Pteronemobius krakatau Otte & Cowper, 2007
42. Pteronemobius litore He & Ma, 2021
43. Pteronemobius longipennis (Saussure, 1874)
44. Pteronemobius luojishanensis Yuan, Ma & Gu, 2022
45. Pteronemobius luzonicus (Bolívar, 1889)
46. Pteronemobius maculosus (Saussure, 1899)
47. Pteronemobius majumdari Bhowmik, 1970
48. Pteronemobius malgachus (Saussure, 1877)
49. Pteronemobius meridionalis (Bruner, 1916)
50. Pteronemobius mime Otte & Perez-Gelabert, 2009
51. Pteronemobius montanus Chopard, 1933
52. Pteronemobius montigenus Chopard, 1945
53. Pteronemobius neimongolensis Kang & Mao, 1990
54. Pteronemobius nigriscens (Shiraki, 1911)
55. Pteronemobius nigritus (Saussure, 1877)
56. Pteronemobius nitidus (Bolívar, 1901)
57. Pteronemobius novarae (Saussure, 1877)
58. Pteronemobius nowinga Otte & Perez-Gelabert, 2009
59. Pteronemobius obscurior Chopard, 1957
60. Pteronemobius occidentalis Chopard, 1937
61. Pteronemobius ohmachii (Shiraki, 1930)
62. Pteronemobius opia Otte & Perez-Gelabert, 2009
63. Pteronemobius osuviridis He & Ma, 2022
64. Pteronemobius pantelchopardorum Shishodia & Varshney, 1987
65. Pteronemobius panteli Hebard, 1913
66. Pteronemobius paranae (Saussure, 1874)
67. Pteronemobius perbonus Otte & Perez-Gelabert, 2009
68. Pteronemobius picinus (Walker, 1869)
69. Pteronemobius pilicornis Chopard, 1969
70. Pteronemobius pinus Otte & Perez-Gelabert, 2009
71. Pteronemobius pseudotaprobanensis Gorochov, 1984
72. Pteronemobius qinghaiensis Yin, 1998
73. Pteronemobius quadrilineatus Chopard, 1955
74. Pteronemobius ruficeps Chopard, 1962
75. Pteronemobius rufipes Chopard, 1969
76. Pteronemobius rufus (Saussure, 1877)
77. Pteronemobius santacruzensis Otte & Peck, 1998
78. Pteronemobius schunkei Chopard, 1956
79. Pteronemobius setiger Otte & Perez-Gelabert, 2009
80. Pteronemobius sjostedti Chopard, 1934
81. Pteronemobius subapterus Chopard, 1957
82. Pteronemobius sulfurariae Chopard, 1932
83. Pteronemobius tabacu Otte & Perez-Gelabert, 2009
84. Pteronemobius tagalicus (Bolívar, 1889)
85. Pteronemobius taibaiensis Deng & Xu, 2006
86. Pteronemobius tonina Otte & Perez-Gelabert, 2009
87. Pteronemobius trispinosus Chopard, 1958
88. Pteronemobius truncates Zhang, Wang & Liu, 2020
89. Pteronemobius yezoensis (Shiraki, 1911)
90. Pteronemobius yunnanicus Li, He & Liu, 2010

Stilbonemobius Gorochov, 1984 alnem
1. Pteronemobius kurtshevae Gorochov, 1986
2. Pteronemobius lineolatus (Brullé, 1835)
3. Pteronemobius longispinus Gorochov, 1984
4. Pteronemobius minutus (Bolívar, 1910)
5. Pteronemobius monochromus Chopard, 1955
6. Pteronemobius niveipalpus (Sjöstedt, 1910)
7. Pteronemobius troitzkyi Gorochov, 1984